# メディア・リサーチ・センター
メディア・リサーチ・センター（Media Research Center）は、アメリカ合衆国バージニア州ハーンドンに拠点を置く保守派のメディア監視団体である。1987年にL・ブレント・ボーゼル3世によって設立された。「メディア調査センター」と表記されることもある。

## 概要
MRCは、アメリカのメディアにおけるリベラル・バイアスを調査し、暴露すると称している。批評の対象は新聞、テレビ番組、ドラマ、テレビゲームなど多岐にわたる。

### プロジェクト
MRCはニュースバスターズ（Newsbusters）やCNSNews.comなど、様々な組織を擁する。

## 資金提供
マーサー財団、エクソンモービルなど、保守派の人物・団体や化石燃料業界による寄付で運営されている。MRCは、マーサー財団が寄付先に選んでいるシンクタンクや政策団体の中で、最も多くの金額を受け取っている。

## 評価
コロンビア・ジャーナリズム・レビューは、MRCについて「実態は主流メディアを悪魔化しているに過ぎない」と述べている。
ニュースバスターズの共同創設者で、2014年に退職したマシュー・シェフィールドは「メディアに公平性と多様性をもたらすという使命とは裏腹に、実際はMRCが好む政治的目標を推進している」と批判している。

### 気候変動の否定
デジタルヘイト対策センターの調査によると、MRCはFacebookにおいて気候変動否定を推進する強力な10社のメディアのうちの1社であることが判明している。
MRCは気候変動に関する科学的コンセンサスを「リベラルメディアによる一方的な報道である」と断じ、偽りのバランスを支持している。